# Episodi di Buona fortuna Charlie (terza stagione)
La terza stagione della serie televisiva Buona fortuna Charlie è stata trasmessa negli Stati Uniti dal 6 maggio 2012 al 20 gennaio 2013 su Disney Channel.
In Italia va in onda dal 14 ottobre 2012 al 4 maggio 2013 su Disney Channel.
| nº | Titolo originale      | Titolo italiano               | Prima TV USA      | Prima TV Italia  |
| -- | --------------------- | ----------------------------- | ----------------- | ---------------- |
| 1  | Make Room For Baby    | La nuova casa dei Duncan      | 6 maggio 2012     | 14 ottobre 2012  |
| 2  | Bad Luck Teddy        | Teddy porta-sfortuna          | 6 maggio 2012     | 21 ottobre 2012  |
| 3  | Amy Needs A Shower    | La festa per il quinto figlio | 13 maggio 2012    | 28 ottobre 2012  |
| 4  | Dress Mess            | Uno scintillante vestito      | 13 maggio 2012    | 4 novembre 2012  |
| 5  | Catch Me If You Can   | Prendimi, se ci riesci        | 20 maggio 2012    | 11 novembre 2012 |
| 6  | Name That Baby        | Tu che nome scegli?           | 3 giugno 2012     | 18 novembre 2012 |
| 7  | Special Delivery      | Un arrivo speciale            | 24 giugno 2012    | 24 novembre 2012 |
| 8  | Welcome Home          | Benvenuto tra noi             | 1º luglio 2012    | 13 gennaio 2013  |
| 9  | Baby's First Vacation | La prima vacanza di Toby      | 15 luglio 2012    | 20 gennaio 2013  |
| 10 | Wentz's Weather Girls | Le meteo-ragazze Wentz!       | 29 luglio 2012    | 27 gennaio 2013  |
| 11 | Baby Steps            | Piccoli passi                 | 12 agosto 2012    | 3 febbraio 2013  |
| 12 | T. Wrecks             | La T di T-Rex                 | 26 agosto 2012    | 3 marzo 2013     |
| 13 | Teddy and the Bambino | Dov'è Charlie?                | 16 settembre 2012 | 10 marzo 2013    |
| 14 | Team Mom              | Mamma-Team                    | 23 settembre 2012 | 17 marzo 2013    |
| 15 | Le Halloween          | Un Halloween francese         | 7 ottobre 2012    | 24 marzo 2013    |
| 16 | Guys & Dolls          | Una tattica infallibile       | 14 ottobre 2012   | 7 aprile 2013    |
| 17 | Nurse Blankenhooper   | Infermiera Blankenhooper      | 28 ottobre 2012   | 14 aprile 2013   |
| 18 | Charlie Whisperer     | L'incanta Charlie             | 4 novembre 2012   | 21 aprile 2013   |
| 19 | Study Buddy           | Compagno di studio            | 11 novembre 2012  | 28 aprile 2013   |
| 20 | A Duncan Christmas    | Il talent show Natalizio      | 2 dicembre 2012   | 15 dicembre 2012 |
| 21 | All Fall Down         | Tutti giù per terra           | 20 gennaio 2013   | 4 maggio 2013    |

## La nuova casa dei Duncan
- Titolo originale: Make Room For Baby
- Diretto da: Bob Koherr
- Scritto da: Phil Baker & Drew Vaupen

### Trama
Amy decide che la famiglia si trasferirà in una nuova casa più grande perché la loro sarebbe troppo piccola con un bambino in più. Bob è costretto a dire si e cominciano a fare i bagagli. La signora Dabney, venuta a conoscenza di questo fatto, comincia a sprizzare gioia da tutti i pori. Decide allora di ridare tutti gli oggetti persi da Gabe nel suo giardino. Teddy insieme a Spencer, partecipa alla recita del Super Adventure Park. Teddy però, non verrà presa come la Signora Washington, il cui personaggio va alla figlia del proprietario, e si ingelosisce.

## Teddy porta-sfortuna
- Titolo originale: Bad Luck Teddy
- Diretto da: Bob Koherr
- Scritto da: Christopher Vane

### Trama
Gabe, come al solito combina una delle sue a scuola e i genitori sono stanchi del suo comportamento. Il ragazzo fraintende una loro conversazione e crede che Bob e Amy lo vogliano mandare ad una scuola militare. Nel frattempo, a scuola, tutti dicono che da quando Teddy è tornata insieme a Spencer porta sfortuna perché la squadra di Spencer non vince mai; così, la ragazza cercherà di far cambiare idea alla gente. Intanto PJ si innamora della sua parrucchiera, credendo di essere ricambiato.

## La festa per il quinto figlio
- Titolo originale: Amy Needs A Shower
- Diretto da: Bob Koherr
- Scritto da: Erica Kaestle & Patrick McCarthy

### Trama
Amy decide di farsi organizzare una festa per il quinto figlio da Mary Lou, la madre di Ivy per farsi regalare l'occorrente per il neonato in arrivo; la festa però non filerà liscia a causa di Charlie, che fa andare via tutte le invitate con i loro regali (tra cui Karen, Debbie Dooley, ecc). Nel frattempo, Teddy e Ivy hanno bisogno di procurarsi un lavoro per un compito scolastico, e saranno costrette a lavorare in una noiosa stazione radio mentre Bob organizza un 'quiz show' per Gabe e Pj, per decidere chi di loro andrà con lui alla partita di hockey.

## Uno scintillante vestito
- Titolo originale: Dress Mess
- Diretto da: Bob Koherr
- Scritto da: Jim Gerkin

### Trama
Teddy andrà con Spencer al ballo scolastico, quindi ha bisogno di un vestito ed Amy vuole che lei indossi il suo, di quando era adolescente,ma a Teddy non piace. Intanto Bob vuole sapere se il bambino sarà un maschio o una femmina, ma Amy voleva che fosse una sorpresa. Gabe decide di aiutarlo così vanno in ospedale con Charlie che anche lei è curiosa. Alla fine Charlie va nel laboratorio del medico e Bob prende i risultati ,ma alla fine si scopre che non sono quelli di Amy, ma di una certa Angela Duncan che dovrebbe avere tre gemelli. Anche PJ ha un ballo scolastico e una ragazza lo invita con se, ma alla fine PJ si sente in imbarazzo perché il ballo scolastico si trova a casa della sua partner insieme a sua nonna, visto che lei studia in casa. Teddy indossa un altro vestito per il suo ballo senza farlo sapere alla mamma, poi riceve un messaggio di PJ e lei va con Spencer ad aiutarlo. PJ manda anche un messaggio ad Amy e va lì con Bob e Teddy confessa alla madre che quel vestito non è fatto per lei. Dopo che le coppie hanno ballato Bob dice ad Amy che avranno tre figli, ma alla fine scoprono che quei risultati non sono i suoi. Bob alla fine convince il medico a dirgli se il bambino sarà un maschio o una femmina, però per non far sentire se sarà maschio o femmina, la puntata finisce.

## Prendimi, se ci riesci
- Titolo originale: Catch Me If You Can
- Diretto da: Bob Koherr
- Scritto da: Christopher Vane

### Trama
Teddy e Spencer recitano in una commedia, ma lo nascondono ad Amy, cosìcche lei non si intrometta nello spettacolo; purtroppo ci riesce ugualmente. Intanto PJ cerca di scoprire il ladro di polli nel negozio dove lavora mentre Bob e Gabe cercano di catturare un anaconda che si trova nelle acque di Denver.
- Curiosità: Il titolo dell'episodio, "Prendimi, se ci riesci", è un riferimento a tutte le situazioni dell'episodio: Amy voleva beccare Teddy, visto che le stava nascondendo dello spettacolo, Bob doveva catturare l'anaconda, e PJ doveva catturare il ladro di polli.

## Tu che nome scegli?
- Titolo originale: Name That Baby
- Diretto da: Phil Lewis
- Scritto da: Erika Kaestle & Patrick McCarthy

### Trama
Amy e Bob vogliono decidere un nome per il quinto figlio che nascerà, così fanno dire due nomi,uno femminile e uno maschile, a ciascuno dei figli. Nel frattempo Teddy cerca un posto sereno per poter studiare, visto che il giorno successivo avrà l'esame di storia dell'Europa. PJ è preoccupato perché non si diplomerà a causa di un'insufficienza in educazione fisica. Per recuperarla, dovrà imparare a ballare la quadriglia. Gabe mette in testa a Charlie che con la nascita del bambino verrà trascurata come lui, ed Amy capisce che avrebbe dovuto passare più tempo con il suo terzogenito. Decide quindi di dedicargli più tempo insieme al marito; Gabe però non sembra molto felice.

## Un arrivo speciale
- Titolo originale: Special Delivery
- Diretto da: Bob Koherr
- Scritto da: Dan Staley, Drew Vaupen & Phil Baker

### Trama
La tensione in casa Duncan è elevata: il quinto bambino/a non vuole uscire dall'ormai ampia pancia di Amy, nervosa per i preparativi per il compleanno di Charlie, che si terrà il giorno dopo, in cui la piccola Duncan compirà tre anni. Mentre Teddy aiuta Amy a trovare un metodo per far uscire il figlio, Bob si dimentica di comprare la bambola per Charlie, fin quando la voce minacciosa della sua gravidante moglie non glielo ricorda. Chiede così a Gabe di comprarla, mentre lui si occuperà, assieme a Pj di comprare un nuovo seggiolino. Al negozio, però, Gabe porta Jake, siccome non può stare a casa da solo da quella volta che ha rubato un idratante. Lì, l'amico nota un videogame adatto solo agli adulti, che parla di omicidi e squartamenti, e induce Gabe a comprarselo coi soldi che Bob gli aveva affidato nella speranza che comprasse la bambola. Nel frattempo, Teddy e Amy provano innumerevoli esercizi per far uscire il più velocemente possibile il bimbo, talvolta giudicati dalla tenera Charlie. Le due arrivano ad intrufolarsi in un ristorante, dove se ne andranno per via di una signora in gravidanza da due giorni in più di Amy, con cui litiga per i più fastidi che la neo creatura le riserbera. Bob acquista il seggiolino e lo infila nell'auto, e lo fa vedere ad Amy, che giudica, invece, la macchina, ritenendola troppo stretta per farci passare solo quattro figli, figuriamoci cinque. Così, assieme a Pj, Bob acquista un'auto bella ma gigante, che non riesce ad entrare completamente nel garage. Anche questo giorno passa, e il bambino non è ancora uscito dalla pancia rotonda di Amy, che di notte fa un sogno terribile: era il compleanno di nascita del quinto bambino, e tutta la famiglia badava a lui, senza ricordarsi che era anche il compleanno di Charlie. Amy, così, crede che se il bimbo nascerà questo giorno, Charlie non potrà più essere felice. Ne parla con Teddy, che le consiglia di stare a riposo, mentre lei si occuperà della festa di compleanno per Charlie. Mentre Gabe e Jake giocano al videogioco, Teddy scopre, a malincuore, che Amy si è scordata di sedire gli inviti per la festa. In questo modo, telefona ad un'amica della festeggiata, che però ha la varicella, il negozio di torte ha finito le torte e il negozio di animali ha solamente una scimmia che gioca con le torte, non adatto per una festa di compleanno. Mentre Amy è sempre più prossima a partorire, Bob e Pj continuano a tentare di immettere l'auto nel garage ma, in un attimo di frustrazione, il papà va avanti con l'auto, incastrandola nel muro della cucina, in cui Amy, Gabe (pentito), Teddy e Charlie rimangono sconvolti. In quel momento, Amy rivela che sente che il bambino sta per nascere. Dopo aver affidato la festa di compleanno di Charlie a Gabe e Pj, Teddy prende la sua auto e, con meta l'ospedale, parte con la sua auto, assieme ad Amy e Bob. L'auto non ha più benzina, così si ferma davanti ad un parco. Intanto, Pj e Gabe tentano di far divertire l'impassibile Charlie, fin quando decidono di travestirsi da principesse e recitare la fiaba di Cenerentola. Bob si ferma al parco in cerca di aiuto e trova un furgoncino dei gelati, di cui ne prende uno. Così, ha un'idea: tutti e tre salgono sul furgoncino, lentissimo, e chiedono all'autista (che parla di sé in terza persona) di accompagnarli in ospedale. Mentre Charlie si diverte, Amy è sempre più nervosa ma felice e, arrivata all'ospedale, partorisce un bel maschietto: Toby Duncan, nome scelto da Gabe. Arrivano anche Pj, Gabe e Charlie, che non è gelosa di Toby, anzi, lo definisce il suo "regalo". Tutti insieme festeggiano cantando la canzone creata da Pj e Bob sulla loro auto. A casa, Teddy, Pj e Gabe vorrebbero fare una sorpresa ai genitori ma, come al solito, finiscono per litigare sotto le risate di Amy e Bob. La puntata si conclude con Teddy che fa vedere un album delle foto della famiglia Duncan al piccolo e tenero Toby, finalmente uscito dal grembo di Amy.
Nota: L'episodio dura un'ora, inoltre il nome del bambino (Toby Duncan) ha avuto 26 milioni di voti in tutto il mondo, il nome completo di quest'ultimo (Toby Wan Kenobi) e un omaggio al personaggio di Guerre stellari Obi-Wan Kenobi.

## Benvenuto tra noi
- Titolo originale: Welcome Home
- Diretto da: Phil Lewis
- Scritto da: Jim Geking

### Trama
Il piccolo Toby è a casa. Linda, (madre di Bob) visita la famiglia con disprezzo di Amy. Linda crea scompiglio in salotto e Amy comincia a non sopportarla più e per far capire a Teddy ciò, dice 'Mele'. Teddy e Spencer compiono il loro decimo mesiversario e Spencer programma una giornata al ristorante per la ricorrenza. Gabe e PJ, tra la roba regalata dalla signora Dabney trovano una lettera che dice che un signore ha sepolto i suoi beni nel punto vicino alla Grande Quercia. I due ragazzi, si mettono subito a scavare in quel punto della casa della Dabney. Per allontanare Linda da Amy, Teddy decide di passare il tempo con la nonna e quest'ultima, le fa un look tutto nuovo (capelli come i suoi e troppo trucco), così come anche per Charlie. Spencer arriva in casa Duncan e porta fuori al ristorante Teddy. Visto che Amy non può sopportare Linda, Teddy porta la nonna al suo appuntamento con Spencer e la ragazza viene scambiata per una signora dell'età della nonna. Nel frattempo, la buca scavata da PJ è enorme: in realtà la signora Dabney aveva inventato tutto (compresa lettera) per mettere nel punto del buco, una vasca idromassaggio. Linda si ritira dall'appuntamento e torna a casa dove ha uno scontro con Amy che le racconta tutto il suo odio per la vecchietta e quest'ultima ne rimane basita. Teddy corre anch'essa subito a casa e assiste allo scontro. Linda apprezza comunque la sincerità di Amy e le due si abbracciano. Gabe e PJ, per vendicarsi mettono il colorante verde nella vasca idromassaggio della signora Dabney che si lamenta con Bob.

## La prima vacanza di Toby
- Titolo originale: Baby's first vacation
- Diretto da: Shannon Flynn
- Scritto da: Dan Staley

### Trama
I Duncan decidono di andare in vacanza tutti insieme alla baita del Lago Uomo Morto, ma Teddy si finge malata perché non vuole andare in vacanza con loro, ma vuole dare una festa segreta e quindi rimane a casa. Bob, per sicurezza, posta telecamere in tutta la casa per controllarla, ma Teddy è furba. Intanto gli altri Duncan vanno in una baita infestata e Teddy però viene scoperta.
CURIOSITÀ 
Non far vedere a bambini di età minore di 10/11 anni

## Le meteo-ragazze Wentz!
- Titolo originale: Wentz's Weather Girls
- Diretto da: Eric Allan Kramer
- Scritto da: Drew Vaupen & Phil Baker

### Trama
Il signor Wentz è molto abbattuto perché gli piacerebbe aprire un "ristorante meteorologico" e non vuole essere un idraulico, perciò Teddy lo incoraggia a inseguire i suoi sogni. Così egli apre un ristorante meteorologico con Teddy e Ivy cameriere. Ma alla fine vengono a far parte anche dello spettacolo il che le rende in imbarazzo con la pioggia e altri fenomeni e per questo cercano di farsi licenziare. In casa Duncan si ha un ospite: una ragazza di cui Gabe è innamorato Jade. Lui comincia a diventare dolce e altruista perché pensa che per piacerle dovrebbe essere così. Arriva addirittura a fare un videodiario per Toby con la solita frase Buona Sorte Toby ma alla fine lei gli dice che le piacciono i ragazzi ribelli e che con Gabe non potrà mai funzionare. A quel punto Gabe se ne pente, ma continua a fare i videodiari per Toby. Le sorprese non sono finite: PJ e Emmett ricordano la sfida di velocità di Charlie contro Maison mentre gattonavano e così Emmett vuole la rivincita. Bob porta Toby al parco e si rende di ciò. Egli non è d'accordo perciò a sfidarsi sarebbero Pj e Emmett su un triciclo.

## Piccoli passi
- Titolo originale: Baby Steps
- Diretto da: Bob Koherr
- Scritto da: Tom Anderson

### Trama
Quando Amy chiede a Bob di portare Toby di sopra e farlo addormentare lui si rifiuta. Gabe scopre che lui non voleva portare il bambino di sopra per paura di farlo volare come gli altri quattro figli: così Gabe lo fa esercitare con degli oggetti. Teddy vorrebbe cercare di dialogare con la madre di Spencer e così la invita a un bar a prendere il tè, ma alla fine si scotta la lingua a causa del tè bollente. A questo punto Teddy riesce a capire il carattere chiuso della signora Walsh ed è per questo che Spencer non voleva parlare di sua madre. Piccoli passi di maturità in casa Duncan: PJ va a vivere con Emmett in un appartamento ma scopre che lui è molto disordinato. Così gli chiede di rimettere in ordine la camera. Amy non è pronta a lasciare PJ così entra nel suo appartamento mettendo tutto in disordine facendogli credere che il colpevole sia stato Emmett. Alla fine Amy, sentendosi in colpa, confessa tutto a PJ che stava andando da Emmett. Proprio quando spalanca la porta del soggiorno dove si trovava Bob con Toby in braccio ,visto che era riuscito a portarlo per le scale, che inciampando su una paperella fece volare il bambino che Gabe riuscì a prendere. Intanto tra PJ e Emmett è tutto chiarito e continueranno a vivere insieme.

## La T di T-Rex
- Titolo originale: T. Wrecks
- Diretto da: Tommy Thompson
- Scritto da: Daniel Hsia

### Trama
Bob è stanco dei continui rumori che ci sono in casa e comincia a trascorrere molto tempo da PJ ed Emmett, che però non lo vogliono. Teddy decide di entrare a far parte della squadra femminile di pallavolo della scuola, ma l'allenatore la ritiene troppo gentile e le dà il soprannome T-Rex per renderla più aggressiva. All'inizio Teddy vorrebbe mollare, poi fa un sogno dove tutti si approfittano di lei e decide di cambiare atteggiamento, diventando scontrosa. Durante un'amichevole con i ragazzi, Teddy rompe il naso a Spencer e all'allenatore, ma resterà ugualmente nella squadra. Intanto, Gabe deve costruire un razzo per un progetto di scienze e, non avendo voglia, inganna Amy perché lavori lei al posto suo. Quando provano a lanciare il razzo, questo non parte; poi Gabe riattacca due fili staccati e il razzo parte, sfondando il vetro della porta.

## Dov'è Charlie?
- Titolo originale: Teddy and the Bambino
- Diretto da: Bob Koherr
- Scritto da: Christopher Vane

### Trama
La maternità di Amy è giunta al termine e torna quindi al lavoro. Sarà Teddy, impegnata in un dibattito per le Nazioni Unite, a occuparsi del piccolo Toby. A Charlie penseranno PJ e Gabe. Amy al lavoro ha continue allucinazioni, vede Charlie e Toby ovunque. Teddy è in difficoltà con il dibattito a causa dei continui pianti di Toby, ma riuscirà comunque, grazie al canto che farà insieme al suo partner Victor, a far vincere la loro nazione (l'Italia) contro la Norvegia capitanata da Victoria, ex di Victor. Victoria, rendendosi conto delle capacità canore di Victor, gli chiede di tornare insieme e il ragazzo accetta. PJ e Gabe badano a Charlie, ma se la fanno sfuggire. Con sé, Charlie porta anche il suo gioco preferito e va dalla signora Dabney, con la quale giocherà, e batterà pure. Dopo oltre un'ora, PJ e Gabe si accorgono che Charlie non è più in casa e il padre, che sapeva che Charlie era dalla signora Dabney, li sgrida e Charlie ritorna a casa con la signora Dabney sotto gli occhi di Amy, tornata prima dal lavoro. Quest'ultima decide di licenziarsi per badare a Charlie e Toby che le mancavano. Prima di licenziarsi però, spruzza l'acqua al suo odiato capo Karen. Il finale vede Amy e Victor cantare e invitare anche Bob a cantare, che dimostra quanto è pessimo a cantare. Entra poi in casa la signora Dabney, che cantando chiede chi ha rotto il vetro della finestra.

## Mamma-Team
- Titolo originale: Team Mom
- Diretto da: Bob Koherr
- Scritto da: Erika Kaestle & Patrick McCarthy

### Trama
La squadra di Teddy ha un importante match ed Amy consiglia loro di conoscere meglio le sue avversarie e quindi le invita al party in casa Duncan. Fanno vari esercizi ma tutti vanno a monte. Gabe nel frattempo ha una fidanzata e il padre di quest'ultima infastidisce sempre Bob. Bob cerca di levarsi dai piedi il padre della partner di Gabe ma non ci riesce. PJ frequenta una ragazza che crede che PJ è un dottore. Questa ragazza però in realtà è un clown, la più grande paura del ragazzo. Amy ha un'altra idea: visto che le due squadre hanno un nemico in comune (il coach) decide di fargliela pagare e riempiono casa sua di carta igienica. Purtroppo quella non era la casa del coach ma bensì di un'altra persona. Gabe rompe con Emma, la fidanzata ma il padre della ragazza continua a dar fastidio a Bob. Quest'ultimo gli chiude in faccia la porta ma il padre di Emma continua a rompergli le scatole. La scena finale mostra Teddy con un gran testone e i fratelli PJ e Gabe con una minuscola testolina.

## Un Halloween francese
- Titolo originale: Le Halloween
- Diretto da: Bob Koherr
- Scritto da: Dan Staley

### Trama
È Halloween e per questa occasione Teddy, con l'aiuto di PJ ha organizzato una cena per la ragazza e Spencer per il loro anniversario.
Anche Bob, Amy, Charlie e Toby si travestono per Halloween: Bob è Capitan Disinfesto mentre Amy la Mamma Cangura insieme al suo piccolo Toby e la sua piccola Charlie. La signora Dabney e Gabe collaborano per una truffa da 500 dollari. La cena a casa di PJ si rivela un disastro totale e si aggiunge anche il fatto che Spencer si è dimenticato del primo incontro. Gabe e la signora Dabney decidono di restituire la somma.
Spencer si fa poi perdonare da Teddy ma a infliggere altri danni sono i pagliacci che vivono accanto che invadono casa di PJ dopo esser stati insultati da Teddy. Un pipistrello entra in casa Duncan, ma grazie a Bob tutto è risolto. L'episodio si conclude con il discorso di un pagliaccio che parla della sua vita. Un altro pagliaccio poi entra e dice Studiate, ragazzi!

## Una tattica infallibile
- Titolo originale: Guys & Dolls
- Diretto da: Bob Koherr
- Scritto da: Jim Gerkin

### Trama
Gabe è stanco di essere rimproverato dal padre e chiede a PJ di trasferirsi per un po' da lui. Teddy si lamenta dei suoi problemi ma Spencer non ne fa un dramma e la ragazza si arrabbia. Spencer si fa consigliare dal padre una tattica che consiste nel fare un dramma dei problemi di Teddy. Amy però sente tutto e lo dice alla figlia Teddy e decidono di vendicarsi. Charlie non accetta ancora Toby e quindi Amy cerca di migliorare i rapporti tra i due, riuscendoci. Gabe definisce PJ la copia del padre e sentendosi offeso decide di tornare come prima e inizia con il disegnare dei baffi a Bob...

## Infermiera Blankenhooper
- Titolo originale: Nurse Blankenhooper
- Diretto da: Bob Koherr
- Scritto da: Phil Baker & Drew Vaupen

### Trama
Amy per una settimana viene nella scuola di Gabe dove svolge il lavoro da infermiera e, essendo un problema per Gabe, Amy decide di farsi chiamare Infermiera Blankenhooper e si trova alle prese con un ragazzo di terza media che vuole fare di tutto per non partecipare alla maratona. Ovviamente però, lascia Charlie e Toby da PJ e Emmett che creano un servizio di babysitting e cercano di non farlo a scoprire alla proprietaria. Teddy e Vonnie, una sua amica, si trovano a fare un progetto insieme che consiste nel creare un'invenzione. A Teddy viene l'idea di creare un pigiama decorabile, ma purtroppo il giorno dopo le viene la laringite e Vonnie dovrà preoccuparsi di tutto. La laringite però la contagia e si fanno aiutare da Bob che dà la voce a Teddy e Vonnie nella presentazione. Il ragazzo che frequenta per la seconda volta la terza media decide di vomitare (il vomito è del semplice succo) addosso a Amy, che avvertita da Gabe, mette paura al quindicenne e tutti i suoi compagni.
Alla fine amy riesce a farsi perdonare da Gabe.

## L'incanta Charlie
- Titolo originale: The Charlie Whisperer
- Diretto da: Leigh-Allyn Baker
- Scritto da: Jonah Kuehner & Bo Belanger

### Trama
Charlie è disobbediente ma secondo Teddy ascolta solo lei e si fa chiamare l'incanta Charlie. Teddy iscrive Charlie ad un musical diretto da Ivy ma scopre che è disobbediente anche verso lei. Più brava di Charlie è Tammy, che però rifiutano dopo aver accettato Charlie contro il volere di Ivy. Bob è dimagrito di molti kg e quindi decide di comprarsi i vestiti in un normale negozio. I suoi vestiti però, non piacciono ai figli e alla moglie e quindi cercano di farlo rinsanire riuscendoci. Gabe inventa una storia sul suo anziano vicino di casa e la sua insegnante gli chiede di farlo venire in classe. PJ si traveste quindi da astronauta, come aveva scritto Gabe nella sua storia ma entrambi vengono scoperti.

## Compagno di studio
- Titolo originale: Study Buddy
- Diretto da: Tommy Thompson
- Scritto da: Erika Kaestle & Patrick McCarthy

### Trama
Teddy ha un importante compito e chiama Victor per farsi aiutare. In cambio egli le chiede di assistere ad una partita di scacchi al parco. Bob russa sempre e continua a far svegliare Toby ed Amy. Quest'ultima lo trasferisce quindi nella camera di Gabe, che è contrario.
PJ legge un libro a Charlie: Il piccolo unicorno. PJ all'inizio è annoiato ma poi il libro comincia a piacergli, più di quanto piaccia a Charlie. Teddy licenzia Victor perché stanca di studiare ma lui le ricorda che non può licenziarlo perché aveva promesso di fare tutto ciò che voleva. Riesce così a prendere una A al compito. Bob a causa di una scommessa fatta da Gabe ed Amy, ritorna nella sua stanza originaria. PJ scopre che è uscito un sequel del libro: La vendetta del piccolo unicorno.

## Il talent show Natalizio
- Titolo originale: A Duncan Christmas
- Diretto da: Bob Koherr
- Scritto da: Christopher Vane

### Trama
Charlie vuole fare una foto con Babbo Natale e dopo aver aspettato due ore con Spencer e Teddy, quest'ultima lancia una palla di neve a Babbo Natale che voleva fare una pausa e viene messa in prigione. Linda, la madre di Bob, torna a casa per le vacanze natalizie e si metti in competizione contro Amy, in quanto hanno avuto la stessa idea per il talent show natalizio. Teddy viene processata e il colpevole risulta Babbo Natale, condannato a fare una foto con Charlie. Amy e Linda si mettono d'accordo e cantano insieme la canzone, PJ e Gabe improvvisano e Teddy e Spencer cantano una nuova canzone di Natale. Questo è il primo natale di Toby!

## Tutti giù per terra
- Titolo originale: All Fall Down
- Diretto da: Bob Koherr
- Scritto da: Dan Staley & Drew Vaupen & Phil Baker

### Trama
L'episodio inizia con i Duncan in un albergo e Teddy comincia a raccontare il perché del luogo in cui si trovano. Una settimana prima, Teddy, viene distrutta da una notizia che le dà Spencer: partirà all'università di Boston prima del previsto. Si consola però visto che possono sempre vedersi in videochat. Toby occupa la stanza di Gabe, che vuole una stanza tutta sua e allora prova a farsene una davanti alla zona camino, in garage, nel portico e varie stanze. Amy è gelosa del blog di Debby Douley e se ne crea uno tutto suo. Bob mostra a Amy le Termiti del Brasile, rarissime e distruttive e si preoccupa, visto che hanno una casa fatta interamente di legno. Il giorno successivo la casa è piena di termiti, che man mano che passa il tempo si moltiplicano. Bob e il suo collega lo scoprono e iniziano a preoccuparsi. Il capofamiglia Bob allora decide di tenere nascosto tutto alla moglie. PJ ha un segreto ancora più grosso che inizialmente rivela a Gabe: ha lasciato il college. Teddy decide di fare una sorpresa a Spencer, quella di venirlo a trovare a Boston, ma il ragazzo ha la stessa idea e quindi Teddy si trova a Boston all'insaputa dei genitori e Spencer si trova a Denver. Teddy ritorna nella sua città e incontra Spencer, che le dice che però potevano vedersi solo per un'ora, perché dopo doveva ritornare a Boston. Decidono allora di troncare la loro relazione a distanza, cosa che distrugge entrambi. Arriva una telefonata in casa Duncan: Amy parteciperà per il suo blog a Buongiorno Denver, un programma televisivo. Amy è contentissima e comincia a salterellare qua e là per la casa. Bob e il suo collega credono di aver catturato tutte le termiti, che però si sono riprodotte in dozzine e dozzine di piccole termiti. Cominciano allora a rompersi i primi mobili, scale, porte. Amy prende spunto dall'idea di Gabe, trasferitosi in soffitta e nell'intervista spiega come appartarsi quando la casa è troppo piccola. All'intervista di Amy accade di tutto: cade a pezzi l'intero muro che separa la soffitta dal mondo esterno, PJ rivela che ha lasciato il college e Teddy rivela che è andata a Boston durante il weekend. Amy è furiosa ma PJ ha un piano, quello di diventare un cuoco. Teddy rimarrà invece in punizione per molto tempo mentre Bob riceve solo una sgridata. L'unico a non aver combinato niente è stranamente Gabe (esclusi Charlie e Toby). La casa continua a muoversi e cade la soffitta con letti e tutto. Le scene si spostano al presente, dove Teddy dice che devono cercarsi una nuova casa dopo che l'altra è stata divorata interamente dalle termiti. L'unico che ha una casa, o almeno un appartamento è PJ, che lo divide con Emmett. 
- Curiosità: L'episodio si conclude con alcune scene degli errori.